# Liten spiklav
Liten spiklav (Calicium parvum) är en lavart som beskrevs av Tibell. Liten spiklav ingår i släktet Calicium och familjen Physciaceae.  Arten är reproducerande i Sverige. Inga underarter finns listade i Catalogue of Life.